# Pierre Lucas
Pierre Lucas (Francia, 29 de abril de 1997) es un jugador profesional francés de rugby que se desempeña en la posición de centro interior en Montpellier Hérault Rugby, equipo perteneciente a la liga Top 14.

## Carrera
Lucas es un jugador de formación francesa (JIFF). Comenzó su carrera deportiva con el equipo Rugby Olympique Agathois, en el cual jugó ocho temporadas (2004-2012), después pasó a Montpellier Hérault Rugby (2012-2015), luego a Union Sportive Arlequins Perpignanais (2015-2021), posteriormente regresó a Montpellier Hérault Rugby, donde lleva jugando tres temporadas.